# Ванат Ірина Іванівна
Ірина Іванівна Ванат (нар. 8 травня 1971, м. Монастириська Тернопільської області) — українська спортсменка (жіночий футбол). Майстер спорту (1991 р.) 

## Життєпис
Закінчила Львівський університет фізичної культури.
У першому жіночому чемпіонаті СРСР стала чемпіоном у складі команди «Нива» (Баришівка) забивши 5 м'ячів. 
1991 року переїхала до раменського «Текстильника», але після розпаду СРСР повернулася до Львова. 
18 квітня 1992 року у поєдинку першого туру дебютного чемпіонату  першої ліги Ірина Ванат забила гол у ворота херсонської «Таврії» та стала авторкою першого голу в історії чемпіонатів першої ліги.
На міжнародному турнірі у польському місті Сосновець Ванат звернула на себе увагу місцевого клубу залізничників, за який потім відіграла 4 сезони та в складі якого двічі виграла кубок Польщі.
Після повернення до України виступала у складі  «Донеччанки» та футзальної команди «Львів'янка-ЛЛГЗ».
Нині є президентом «Асоціації жіночого футболу Львівської області» та головою жіночого комітету при Федерації міні-футболу та футзалу Львівщини.

## Досягнення
СРСР
- Чемпіонат СРСР з футболу серед жінок

 Чемпіон (2): 1990, 1991
 Польща
- Жіноча Екстраліга

 Віце-чемпіон (2): 1995, 1996
- Кубок Польщі серед жінок

 Володарка (2): 1995, 1996
 Україна
- Чемпіонат України з футболу серед жінок

 Віце-чемпіон (1): 1992
 Бронзовий призер (1): 1997
- Кубок України з футболу серед жінок

 Фіналістка (2): 1992, 1997
- Чемпіонат України з футзалу серед жінок

 Бронзовий призер (1): 1997/98
- Кубок України з футзалу серед жінок

 Володарка (1): 1998